# Altyarık
Altyarık es una localidad de Uzbekistán, en la provincia de Ferganá.
Se encuentra a una altitud de 471 m sobre el nivel del mar. 

## Demografía
Según estimación 2010 contaba con una población de 27782 habitantes.